# Circondario dell'Ammerland
Il circondario dell'Ammerland (targa WST) è un circondario (Landkreis) della Bassa Sassonia, in Germania.

Comprende 1 città è 5 comuni.

Il capoluogo è Westerstede, il centro maggiore Bad Zwischenahn.

## Geografia antropica

### Suddivisioni amministrative
Il circondario dell'Ammerland comprende 1 città e 5 comuni, non associati in alcuna comunità amministrativa:
(Abitanti il 31 dicembre 2021)
Comuni
| 1. Bad Zwischenahn (29 351) 2. Westerstede, città circondariale (23 452) 3. Rastede (22 874) 4. Edewecht (22 748) 5. Wiefelstede (16 167) 6. Apen (11 883) |